# Sam Bettens
Sam Bettens (Kapellen, 23 september 1972) is een Belgische zanger en muzikant, vooral bekend van K's Choice.

## Loopbaan
In het begin van de jaren negentig speelde Bettens samen met broer Gert in een amateurbandje, The Basement Plugs. Onder de naam The Choice brachten ze in 1993 hun debuutalbum uit. In hetzelfde jaar nam Bettens onder de artiestennaam Sara Beth twee singles op: I'm so lonesome I could cry (een cover van Hank Williams sr.) en Why don't you try me (een duet met Frankie Miller). Beide nummers bereikten de top 10 van de Vlaamse hitlijsten.
Nadat The Choice zijn naam veranderd had in K's Choice, brak de band door met het album Paradise in Me en de hit Not an Addict. Hierna volgden nog een aantal studioalbums en hits.
In 1999 had de band een gastrol in de serie Buffy the Vampire Slayer seizoen 3 aflevering 16.
Toen K's Choice in 2003 besloot om een jaar rust te houden, ging Bettens aan het werk om een soloalbum te maken. Allereerst kwam het minialbum Go uit en in maart 2005 verscheen het volledige album Scream, met daarop onder meer de singles Not insane en Stay. In 2005 schreef Bettens ook voor het eerst een Nederlandstalig nummer, getiteld Leef, dat tevens de titelsong werd van de gelijknamige film Leef!. Op 23 januari 2006 verscheen een duet van Bettens en Stash op single, getiteld I Need a Woman.
In december 2006 toerde Bettens samen met Tom Kestens door Vlaanderen met de theatertour From Scream to Whisper. In 21 dagen gaven zij 17 uitverkochte concerten.
Op 28 september 2007 had het nieuwe album van Bettens moeten verschijnen, getiteld Shine. De Vlaamse krant De Morgen besliste echter om in samenwerking met Universal Music het album op 13 oktober 2007 gratis in 120.000 exemplaren bij de krant te geven. Deze actie bleek een succes en de krant moest nog 60.000 keer bijgedrukt worden. De Belgische winkeleditie van Shine bevatte zes extra live-tracks die tijdens een showcase in de KVS werden opgenomen. Van Shine verschenen twee promosingles: Daddy's gun en I can't get out.
In 2007 won Bettens een European Border Breakers Award, een prijs voor veelbelovende, in het buitenland debuterende artiesten. 
In 2008 was Bettens gastzanger op het album Oktober van BLØF. Eind dat jaar toerde Bettens door West-Europa met de theatertour Never say goodbye. Hierbij speelde de zanger louter akoestische liedjes, waaronder covers van onder andere Stevie Wonder (Don't you worry 'bout a thing). 
Bettens was te horen op het album Kingdom of Contradiction van de Nederlandse band Intwine, met een cover van Walking on the Moon van The Police.
In 2020 deed Bettens mee aan het programma The Masked Singer als het personage otter. Bettens viel af in de derde aflevering.
Bettens begon in 2018 samen met collega-muzikanten Reinout Swinnen (toetsenist van K's Choice) en Wim Van der Westenthe (drummer van K's Choice) aan een nieuw avontuur en vormde de elektronische muziekgroep Rex Rebel. De band bracht op 21 oktober 2019 zijn debuutsingle "Big Shot" uit en op 28 februari 2020 oktober het volledige debuutalbum Run.
In december 2022 verscheen de single Time Is A Parasite van K's choice. Bettens was te gast in het televisieprogramma Het Huis, uitgezonden op 9 januari 2023.
Bettens’ autobiografie Ik ben (All I Am in het Engels) werd gepubliceerd in maart 2023.

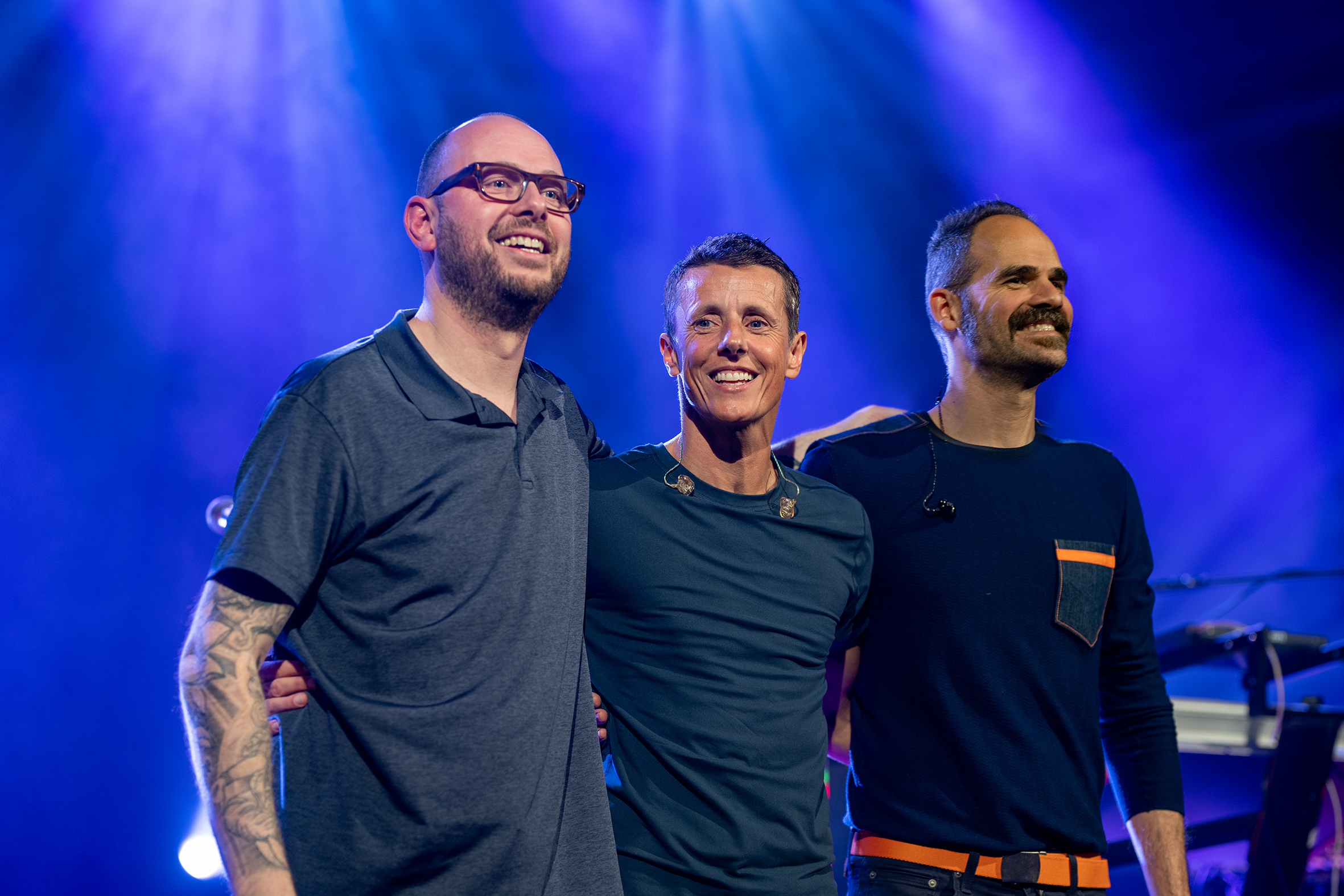
Rex Rebel
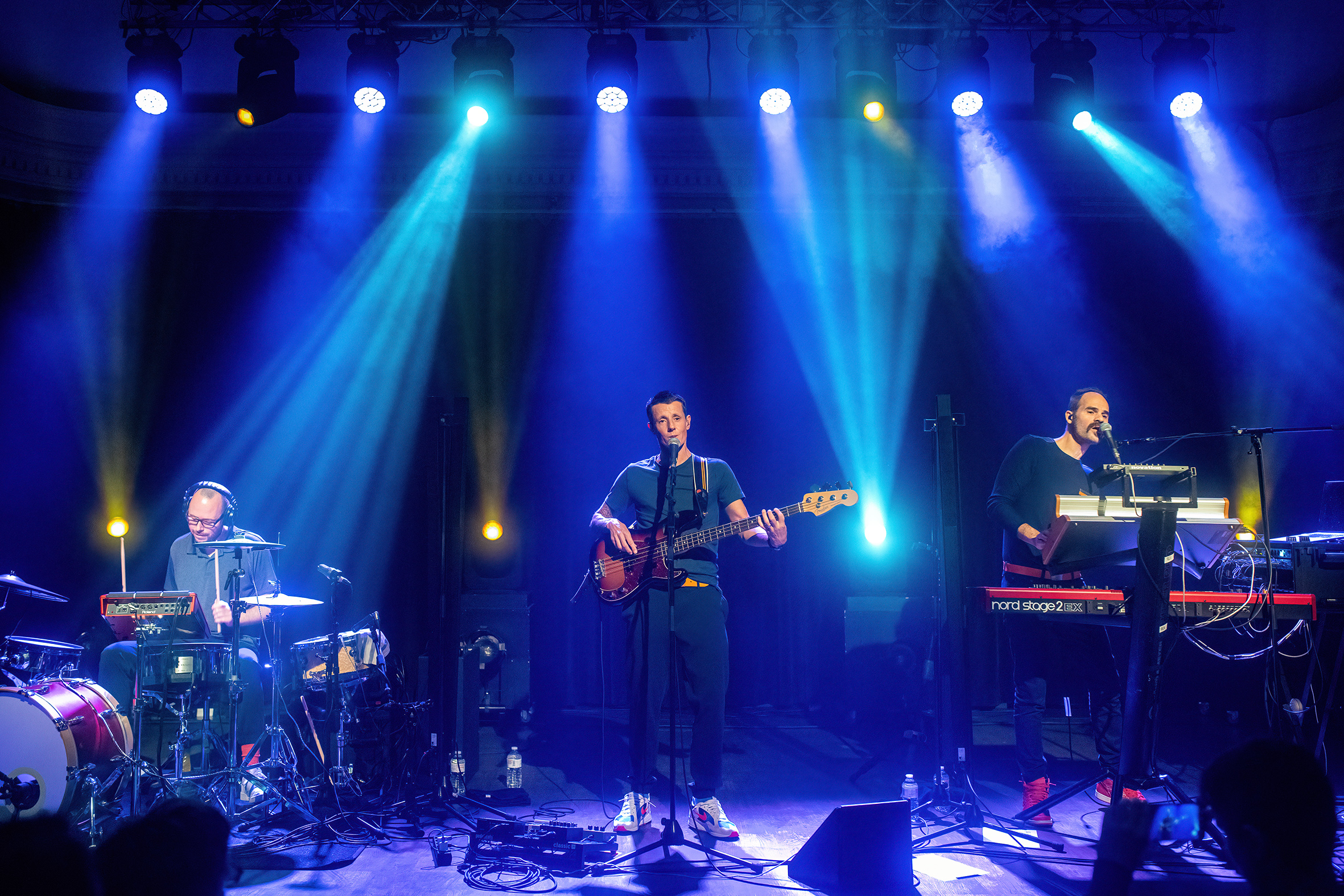
Rex Rebel on stage
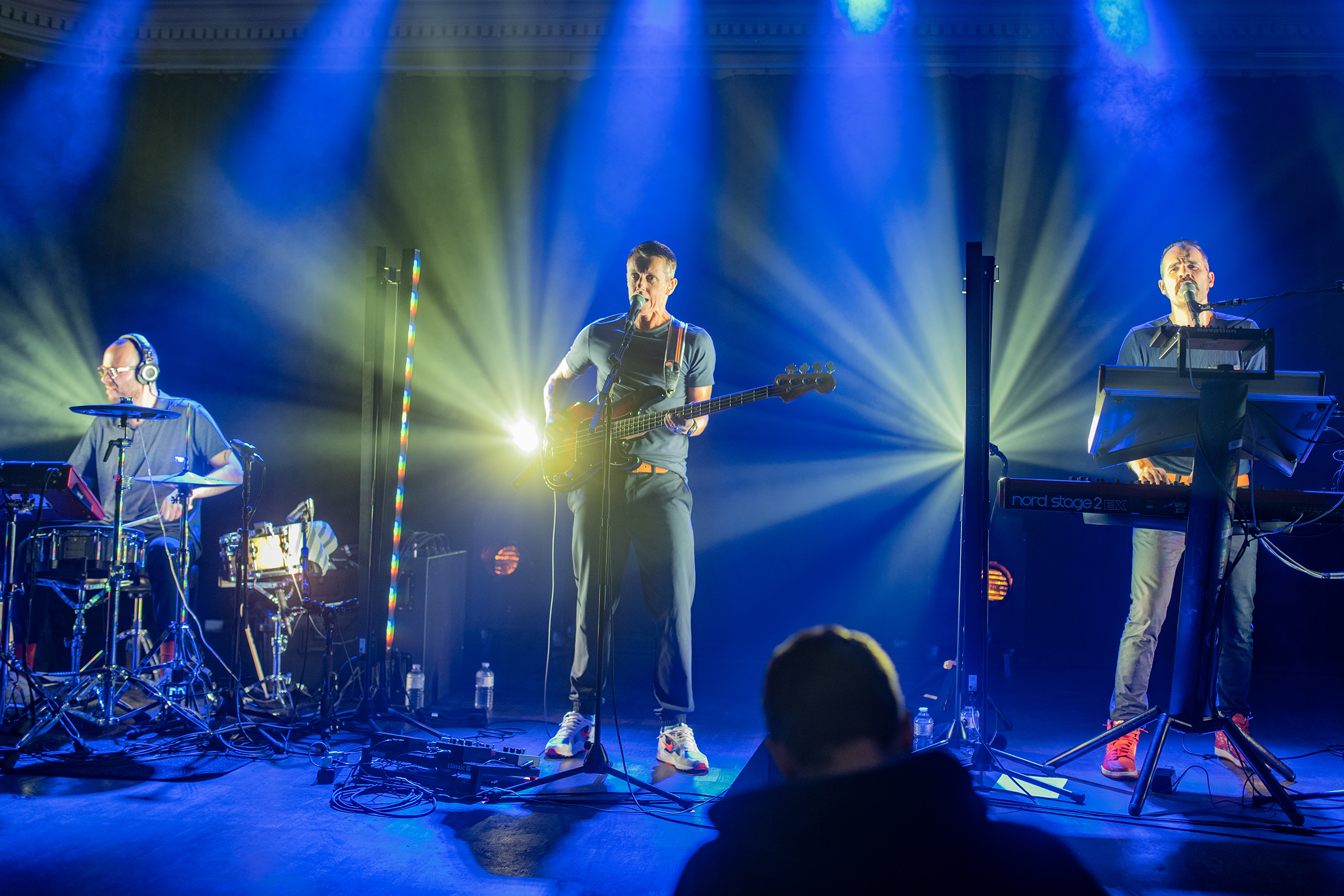
Rex Rebel on stage

## Privéleven
Bettens is getrouwd. Het echtpaar heeft vier kinderen, van wie er twee zijn geadopteerd, en woont in Californië.
Op 18 mei 2019 maakte Bettens bekend transgender te zijn en voortaan door het leven te zullen gaan als man, met als naam Sam. Hiervoor ging Bettens door het leven met de voornaam Sarah.

## Discografie

### Singles
| Single met hitnotering(en) in de Vlaamse Ultratop 50 | Datum van verschijnen | Datum van binnenkomst | Hoogste positie | Aantal weken | Opmerkingen                                                        |
| ---------------------------------------------------- | --------------------- | --------------------- | --------------- | ------------ | ------------------------------------------------------------------ |
| I'm so lonesome I could cry                          | 1993                  | 06-02-1993            | 6               | 12           | als Sara Beth                                                      |
| Why don't you try me                                 | 1993                  | 16-10-1993            | 6               | 15           | als Sara Beth / met Frankie Miller                                 |
| Someone to say hi to                                 | 2002                  | 06-07-2002            | 44              | 7            | titelsong Zus & zo                                                 |
| You always know your home                            | 2002                  | 16-11-2002            | tip6            | -            | met Ozark Henry                                                    |
| Fine                                                 | 2004                  | 05-06-2004            | 47              | 1            |                                                                    |
| Not insane                                           | 2005                  | 12-02-2005            | 45              | 2            |                                                                    |
| Stay                                                 | 2005                  | -                     | -               | -            |                                                                    |
| Leef                                                 | 2005                  | 01-10-2005            | 16              | 15           | titelsong Leef! Nr. 1 in de Vlaamse Top 10                         |
| I need a woman                                       | 2006                  | 04-02-2006            | 11              | 12           | met Stash                                                          |
| Come over here                                       | 2006                  | 06-05-2006            | tip12           | -            |                                                                    |
| Daddy's gun                                          | 2007                  | -                     | -               | -            |                                                                    |
| I can't get out                                      | 2007                  | -                     | -               | -            |                                                                    |
| De aarde                                             | 2007                  | 12-01-2008            | tip23           | -            | met Jan De Wilde Nr. 6 in de Vlaamse Top 10                        |
| Propere ruiten                                       | 2011                  | 09-07-2011            | tip41           | -            | met Yevgueni Nr. 10 in de Radio 2 Vlaamse Top 10                   |
| Dance with me                                        | 2014                  | 08-02-2014            | tip65           | -            | met Venus In Flames                                                |
| Alsof we belangrijk zijn                             | 2016                  | 30-01-2016            | tip             | -            | met De Mens Nr. 19 in de Vlaamse Top 50                            |
| All I want                                           | 2016                  | 08-10-2016            | tip             | -            | met Niels Geusebroek                                               |
| Little moon rises                                    | 2016                  | 28-01-2017            | 27              | 6            | met Stan Van Samang                                                |
| Mob wife                                             | 2017                  | -                     | -               | -            | met a balladeer                                                    |
| Door jou                                             | 2019                  | 20-04-2019            | tip1            | -            | met Paul Michiels en Niels Destadsbader Nr. 1 in de Vlaamse Top 50 |

| Single met eventuele hitnotering(en) in de Nederlandse Top 40 | Datum van verschijnen | Datum van binnenkomst | Hoogste positie | Aantal weken | Opmerkingen                                    |
| ------------------------------------------------------------- | --------------------- | --------------------- | --------------- | ------------ | ---------------------------------------------- |
| Someone to say hi to                                          | 2002                  | -                     | -               | -            | titelsong Zus & zo Nr. 89 in de Single Top 100 |
| Come over here                                                | 2006                  | -                     | -               | -            | Nr. 65 in de Single Top 100                    |

### Albums
| Album met hitnotering(en) in de Vlaamse Ultratop 200 albums | Datum van verschijnen | Datum van binnenkomst | Hoogste positie | Aantal weken | Opmerkingen |
| ----------------------------------------------------------- | --------------------- | --------------------- | --------------- | ------------ | ----------- |
| Go                                                          | 2004                  | -                     | -               | -            |             |
| Scream                                                      | 2005                  | 19-03-2005            | 14              | 18           |             |
| Shine                                                       | 2007                  | -                     | -               | -            |             |
| Never say goodbye                                           | 2009                  | 02-05-2009            | 79              | 3            |             |

| Album met eventuele hitnotering(en) in de Nederlandse Album Top 100 | Datum van verschijnen | Datum van binnenkomst | Hoogste positie | Aantal weken | Opmerkingen |
| ------------------------------------------------------------------- | --------------------- | --------------------- | --------------- | ------------ | ----------- |
| Scream                                                              | 2005                  | 19-03-2005            | 40              | 9            |             |
| Shine                                                               | 2007                  | 10-11-2007            | 44              | 1            |             |

- Bibsys: 11001341
- Bibliothèque nationale de France: cb15587031b (data)
- Gemeinsame Normdatei: 13509657X
- International Standard Name Identifier: 0000 0001 1466 7349
- Library of Congress Control Number: no2006019327
- MusicBrainz: fbe69047-e53a-40d6-bb5e-ff622aa52a2e
- Nationale Bibliotheek van Israël: 987007342125605171
- Nederlandse Thesaurus van Auteursnamen: 438755537
- Virtual International Authority File: 5247804
- WorldCat: E39PBJptVVBMHkYdfkrwMtY3wC